# Кубок РСФСР по хоккею с шайбой 1955
Пятый розыгрыш Кубка РСФСР по хоккею с шайбой был проведён по новой схеме. Участники (планировалось что сыграет около 70 команд) были разбиты на 8 зон, в которых прошли соревнования в матчах «на вылет». Победители зон составили четвертьфинальные пары. Полуфиналы и финал должны были пройти в Электростали, но прошли в Воскресенске. Победитель получал право сыграть в Кубке СССР текущего сезона.
Впервые розыгрыш состоялся до начала чемпионата РСФСР. Позднее начало игр в классе «Б» чемпионата СССР (полный состав его участников был определён только к концу февраля) позволил как минимум трём уже известным его командам («Спартак» Свердловск, СК им. Свердлова и «Химик») также сыграть в кубке.

## Список участников
| Известные участники |
| --- |
| - «Динамо» Воронеж - «Динамо» Горький - «Динамо» Рязань - «Зенит» Загорск - «Красная звезда» Краснокамск - «Крылья Советов» Новосибирск - «Металлург» Магнитогорск - «Металлург» Первоуральск - «Металлург» Ревда - «Металлург» Серов - «Металлург» Сталинск - «Металлург» Электросталь - «Наука» Свердловск - «Наука» Челябинск - «Спартак» Барнаул - «Спартак» Воронеж - «Спартак» Иркутск - «Спартак» Новосибирск - «Спартак» Омск - «Спартак» Свердловск - «Торпедо» Глазов - «Торпедо» Сталинград - «Труд» Сталинград - «Химик» Воскресенск - «Химик» Кирово-Чепецк - «Шахтёр» Бобрик-Донской - «Шахтёр» Скопин - ДО Чита - СКИФ Омск - Клуб им. К.Маркса-2 Электросталь - СК им. Свердлова Молотов - Сб. г. Кемерово - Сб. г. Тюмень |

## Зональные соревнования
| 26.12.1954 | ДО Чита                          | «Спартак» Иркутск            | 12:2 |
| 03.01.1955 | Сб. г. Кемерово                  | ДО Чита                      | 2:3  |
| 26.12.1954 | «Спартак» Барнаул                | «Спартак» Новосибирск        | 3:3  |
| 27.12.1954 | «Спартак» Барнаул                | «Спартак» Новосибирск        | 1:4  |
| 02.01.1955 | «Спартак» Новосибирск            | «Крылья Советов» Новосибирск | 2:6  |
| ??.01.1955 | «Металлург» Сталинск             | «Крылья Советов» Новосибирск | 2:5  |
| ??.01.1954 | «Крылья Советов» Новосибирск     | ДО Чита                      | 13:3 |
|            |                                  |                              |      |
| ??.01.1955 | «Труд» Сталинград                | «Торпедо» Сталинград         | 5:3  |
| 09.01.1955 | «Труд» Сталинград                | ?                            | ?    |
|            |                                  |                              |      |
| 26.12.1954 | «Торпедо» Глазов                 | «Химик» Кирово-Чепецк        | 8:2  |
| 11.01.1955 | «Торпедо» Глазов                 | «Красная звезда» Краснокамск | 11:3 |
|            |                                  |                              |      |
| 26.12.1954 | «Металлург» Магнитогорск         | «Спартак» Свердловск         | 2:8  |
| 26.12.1954 | Сб. г. Тюмень                    | «Спартак» Омск               | 4:5  |
| 29.12.1954 | СКИФ Омск                        | «Спартак» Омск               | 6:1  |
| 29.12.1954 | «Наука» Челябинск                | «Спартак» Свердловск         | 3:4  |
| ??.01.1955 | СКИФ Омск                        | «Спартак» Свердловск         | 1:3  |
|            |                                  |                              |      |
| 26.12.1954 | «Металлург» Серов                | СК им. Свердлова Молотов     | 9:8  |
| 26.12.1954 | «Металлург» Ревда                | «Металлург» Первоуральск     | 5:0  |
| ??.01.1955 | «Металлург» Ревда                | «Металлург» Серов            | 3:9  |
| 07.01.1955 | «Наука» Свердловск               | «Металлург» Серов            | 11:3 |
|            |                                  |                              |      |
| 29.12.1954 | «Спартак» Воронеж                | «Металлург» Электросталь     | 3:5  |
| 02.01.1955 | «Динамо» Рязань                  | «Металлург» Электросталь     | 0:3  |
| 09.01.1955 | «Металлург» Электросталь         | «Динамо» Воронеж             | 5:4  |
|            |                                  |                              |      |
| 29.12.1954 | «Шахтёр» Бобрик-Донской          | «Шахтёр» Скопин              | 6:1  |
| 06.01.1955 | Клуб им. К.Маркса-2 Электросталь | «Шахтёр» Бобрик-Донской      | 0:8  |
|            |                                  |                              |      |
| ??.01.1955 | «Динамо» Горький                 | «Химик» Воскресенск          | 2:4  |
| 13.01.1955 | «Химик» Воскресенск              | «Зенит» Загорск              | ?    |

## 1/4 финала
| 16.01.1955 | «Наука» Свердловск       | «Торпедо» Глазов             | 6:2 |
| 16.01.1955 | «Шахтёр» Бобрик-Донской  | «Химик» Воскресенск          | 3:4 |
| 20.01.1955 | «Металлург» Электросталь | «Труд» Сталинград            | ?   |
| ??.01.1955 | «Спартак» Свердловск     | «Крылья Советов» Новосибирск | 3:4 |

## 1/2 финала
| 23.01.1955 | «Крылья Советов» Новосибирск | «Наука» Свердловск       | 12:0 |
| 23.01.1955 | «Химик» Воскресенск          | «Металлург» Электросталь | 10:4 |

## Финал
| 25.01.1955 | «Химик» Воскресенск | 4:3 (2:2, 1:0, 1:1) | «Крылья Советов» Новосибирск | Стадион «Химик», Воскресенск |

| Отчёт           | Отчёт | Отчёт | Отчёт | Отчёт |
| --------------- | ----- | ----- | ----- | ----- |
|                 |       |       |       |       |
|                 |       |       |       |       |
|                 | Голы: |       |       |       |
| В.Мискин - 2, ? | –     | ?     |       |       |
|                 |       |       |       |       |
|                 |       |       |       |       |
|                 |       |       |       |       |
|                 |       |       |       |       |
|                 |       |       |       |       |